# Дондуковська
Дондуковська (рос. Дондуковская; адиг. Хьаджэмыкъохьабл) — станиця Гіагінського району Адигеї Росії. Входить до складу Дондуківського сільського поселення.
Населення — 6573 осіб (2015 рік).

## Історія
Станиця Дондуковська заснована кубанськими козаками в 1889 році.
Входила до Майкопський відділу Кубанської області.
В 1924–1928 роках була центром Дондуковського району.

## Населення
Динаміка зміни населення:
| Рік        | 1959 | 1979  | 2002  | 2010  | 2013  | 2014  | 2015  |
| ---------- | ---- | ----- | ----- | ----- | ----- | ----- | ----- |
| Число осіб | 8280 | ▼6815 | ▼6605 | ▼6603 | ▼6538 | ▼6530 | ▲6573 |

Згідно з Переписом населення 2002 року національний склад населення станиці такий:
- росіяни — 83,7%,
- вірмени — 6,5%,
- українці — 2,1%,
- адигейці — 1,4%.

## Вулиці
У станиці є такі вулиці:
| - А. Реуса - Антонець - Б. Локшиної - Лікарняна - Східна - Вигонна - Гагаріна - Залізнична - Західний провулок - Кірова - Цегельний провулок - Клубна | - Колгоспна - Комунальна - Комсомольська - Кучеренка - Леніна - Ломоносова - Матросова - Моздокський провулок - Мостова - Набережна - Одностороння - Жовтнева | - Партизанська - Первомайський провулок - Тихий провулок - Піонерська - Плодоовочева - Перемоги - Польова - Привокзальна - Пролетарська - Р. Люксембург - Річна - Рибалка провулок | - Північна - Радянська - Таманський провулок - Татарченка - Урупський провулок - Фарсовий провулок - Фрунзе - Шевченка - Шкільна - Елеваторна |